# Igreja (edifício)

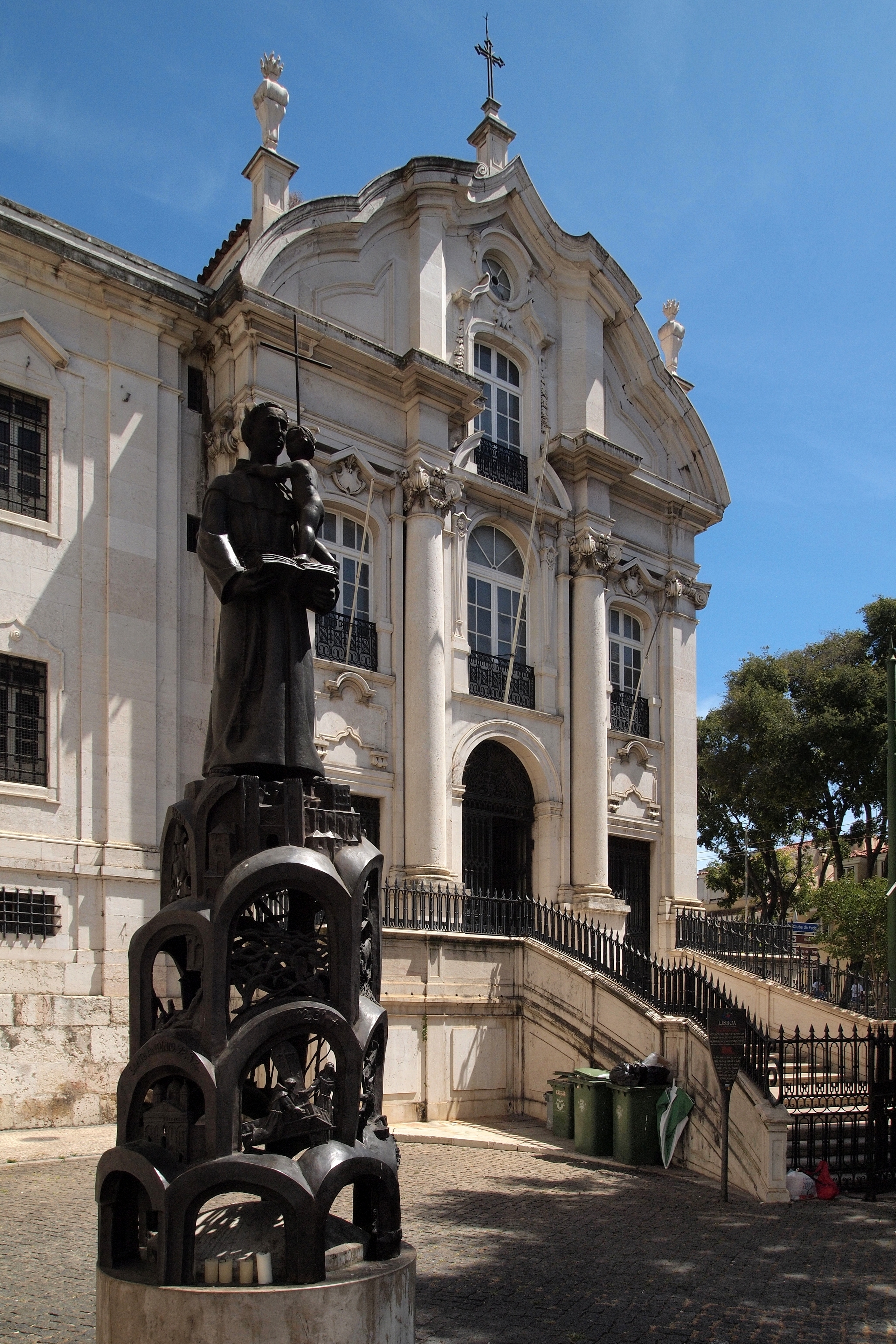
Fachada da Igreja de Santo António de Lisboa, Portugal.

A palavra igreja (do grego ἐκκλησία, ekklēsía, significando "assembleia","convocação") utiliza-se para descrever não apenas uma comunidade religiosa cristã mas geralmente é mais usada para se referir ao edifício usado para serviços religiosos públicos, geralmente se dedicando aos do culto cristão.
Outro termo para definir o edifício dedicado ao culto cristão é templo. Uma catedral também é um tipo de igreja cristã, normalmente filiada à Igreja Católica, Igreja Anglicana ou à Igreja Ortodoxa.

## Breve história dos templos cristãos

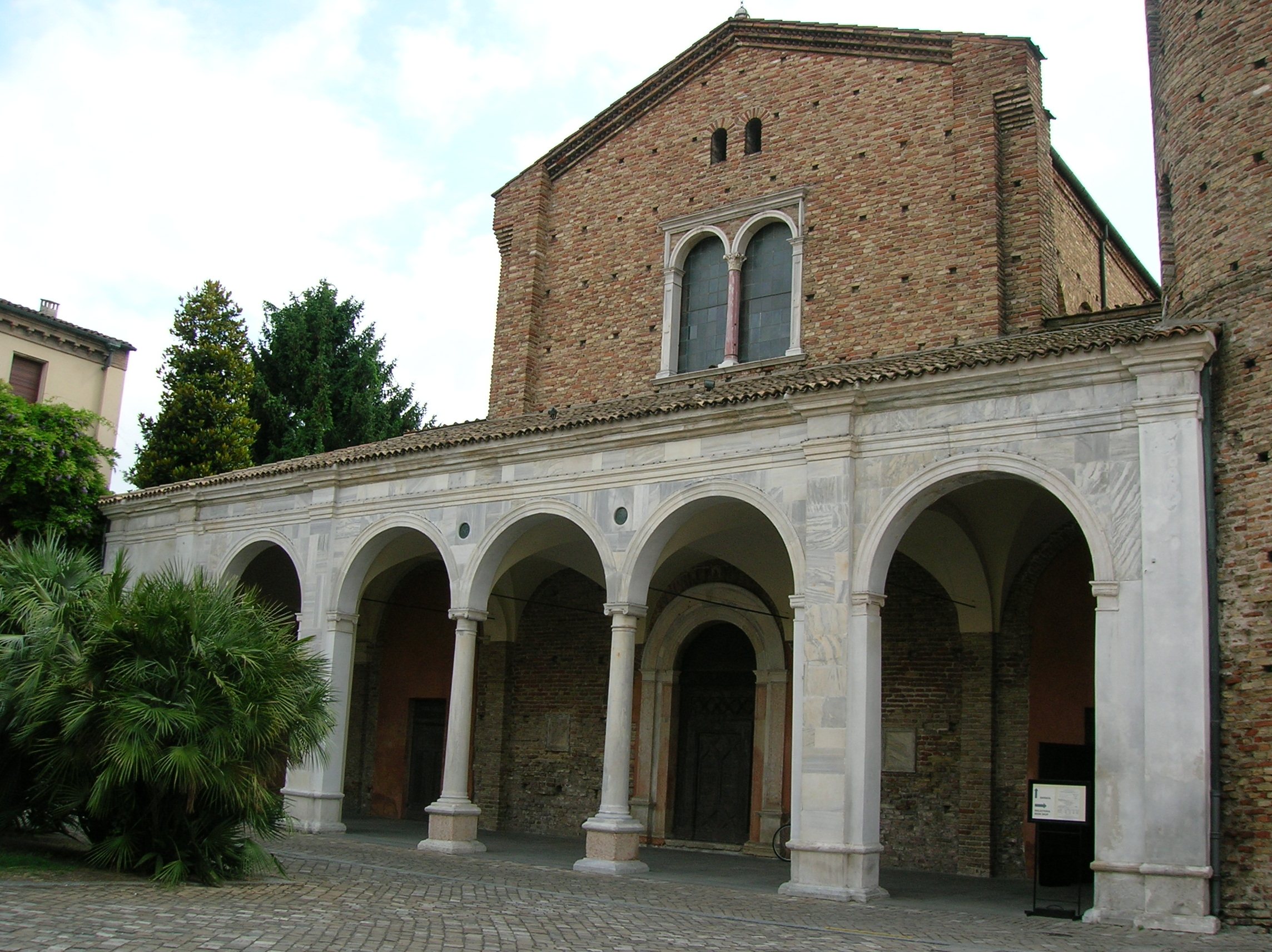
Igreja de Santo Apolinário em Ravena (séc. VI-VII).

Quando as práticas do cristianismo saíram das catacumbas para se desenvolverem no exterior, e ao crescerem as primeiras congregações que se reuniam em casas, começaram a ser construídas as primeiras igrejas. Embora se saiba que antes do ano 50 terão ocorrido missões cristãs de Paulo de Tarso e Barnabé (por exemplo a Antioquia, Chipre, Pafos e na Panfília) que poderiam ter resultado nas primeiras Igrejas Cristãs, os dados mas antigos sobre construção de templos cristãos situam-nas em Bizâncio, para onde se trasladou Constantino, e na adaptação das basílicas ao culto cristão. Os cristãos adotaram a basílica para o templo porque cumpre as condições especiais de culto melhor que os templos pagãos e, além disso, estas não tinham servido para a adoração de divindades antigas. Ao hemiciclo onde se colocava o tribunal chama-se abside pela sua forma. O sítio que ocupavam os encarregues da justiça foi dedicado aos mestres cantores e chamou-se coro. O altar colocou-se frente à abside e, dos lados do mesmo, um púlpito para a epístola e outro para o evangelho. Construiu-se um pórtico ou átrio exterior que nas igrejas bizantinas tomaria o nome de nártex e adicionou-se posteriormente uma nave transversal que tomaria o nome de cruzeiro. Em síntese, são estas as modificações operadas nas basílicas na sua adaptação a igrejas.

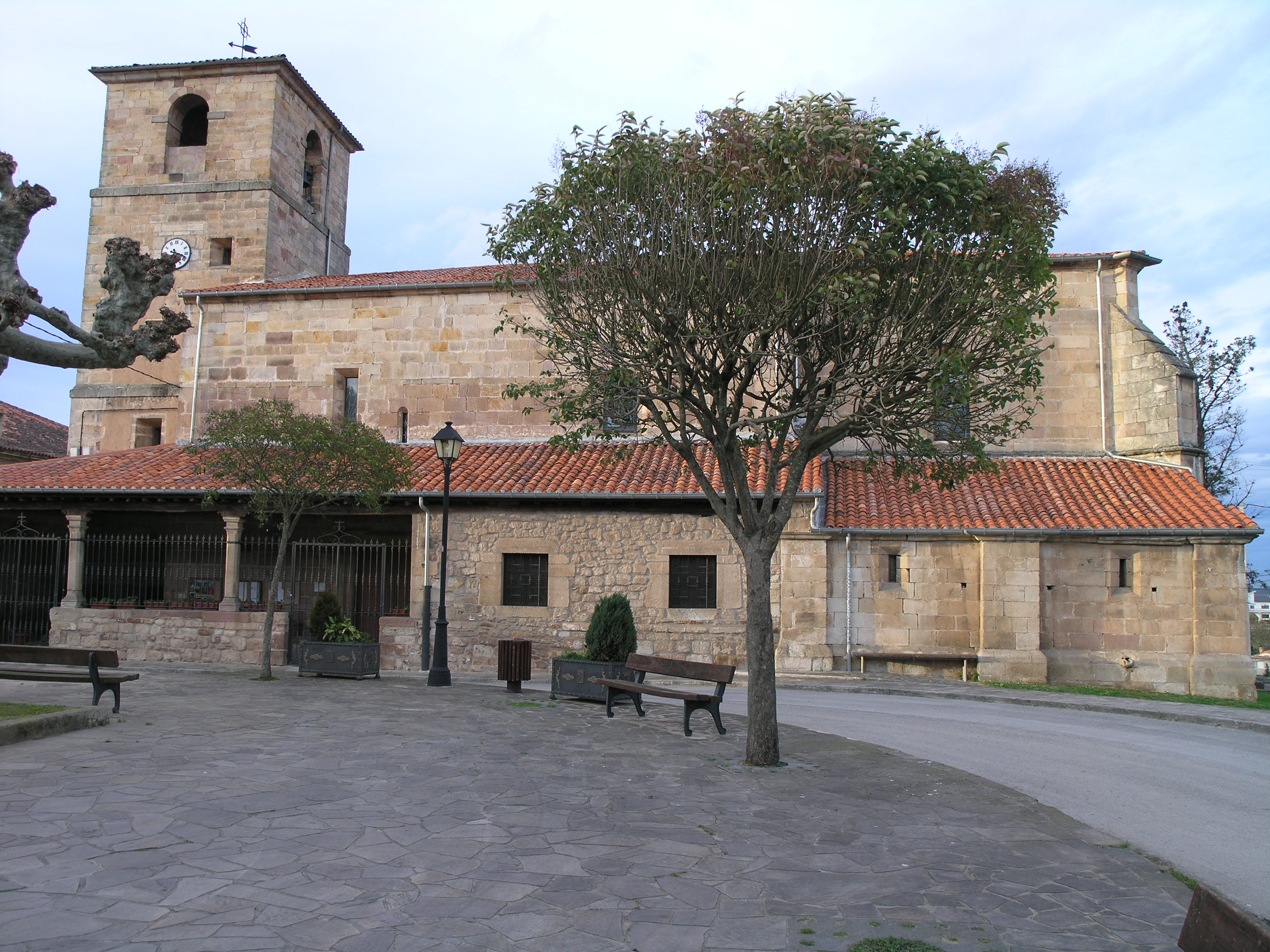
Igreja orientada para a praça pública.

Os homens colocavam-se na ala direita, galerias ou laterais, e as mulheres no lado esquerdo. As galerias superiores ou trifórios foram destinadas às jovens virgens. Esta é a génese do edifício denominado "igreja" em forma de cruz latina, e como nasceu da cruz grega em Bizâncio. Da fusão destes dois estilos nasceu o latino-bizantino que toma o nome de românico. As origens dos edifícios destinados a igreja na Europa Ocidental datam da época visigótica na qual se empregaram os elementos da ornamentação romana na forma que vinha do Oriente. Muitos séculos depois, as mesquitas arrancadas ao domínio árabe foram também adaptadas ao culto e o tipo arquitetónico das igrejas  começou a formar no século X um padrão românico, chamado também latino-bizantino.

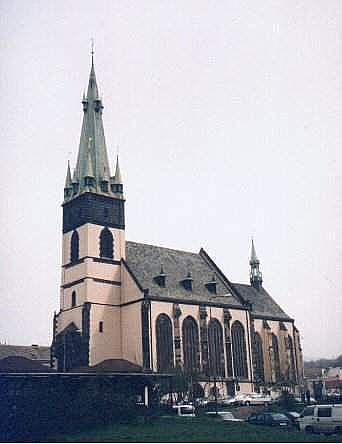
Igreja gótica.

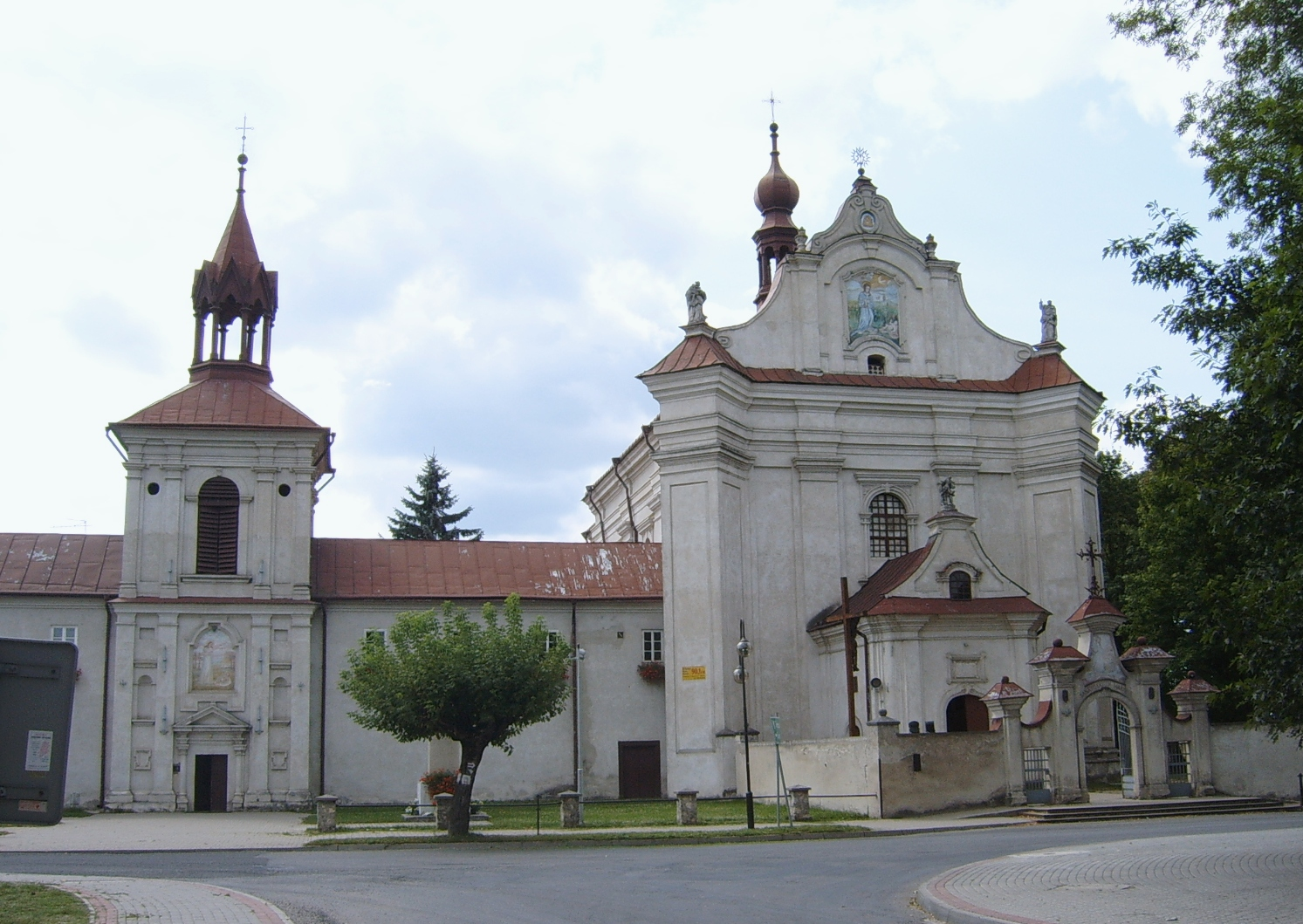
Igreja renascentista na Polónia.

A igreja foi construída seguindo ou "corrigindo" a forma da basílica com a abside colocada a Oriente. Por este motivo encontra-se a porta da igreja na sua parte lateral orientada a sul, tanto com ou sem um pórtico, mas sempre formando a praceta onde o povo se reunia e ainda se reúne. Posteriormente,  prescindiu-se desta comodidade e colocaram-se as fachadas principais frente à nave.
O que poderíamos chamar invasão do estilo gótico produziu uma revolução em todas as formas e as igrejas foram tomando o tipo sumptuoso que vemos em todo este estilo. Os janelões foram-se alargando sobretudo na Europa do Norte, dando aos templos um aspecto de maior grandeza. Mesmo assim, alguns templos góticos como a catedral de Barcelona conservam em seus efeitos de luz um carácter de sublime misticismo.

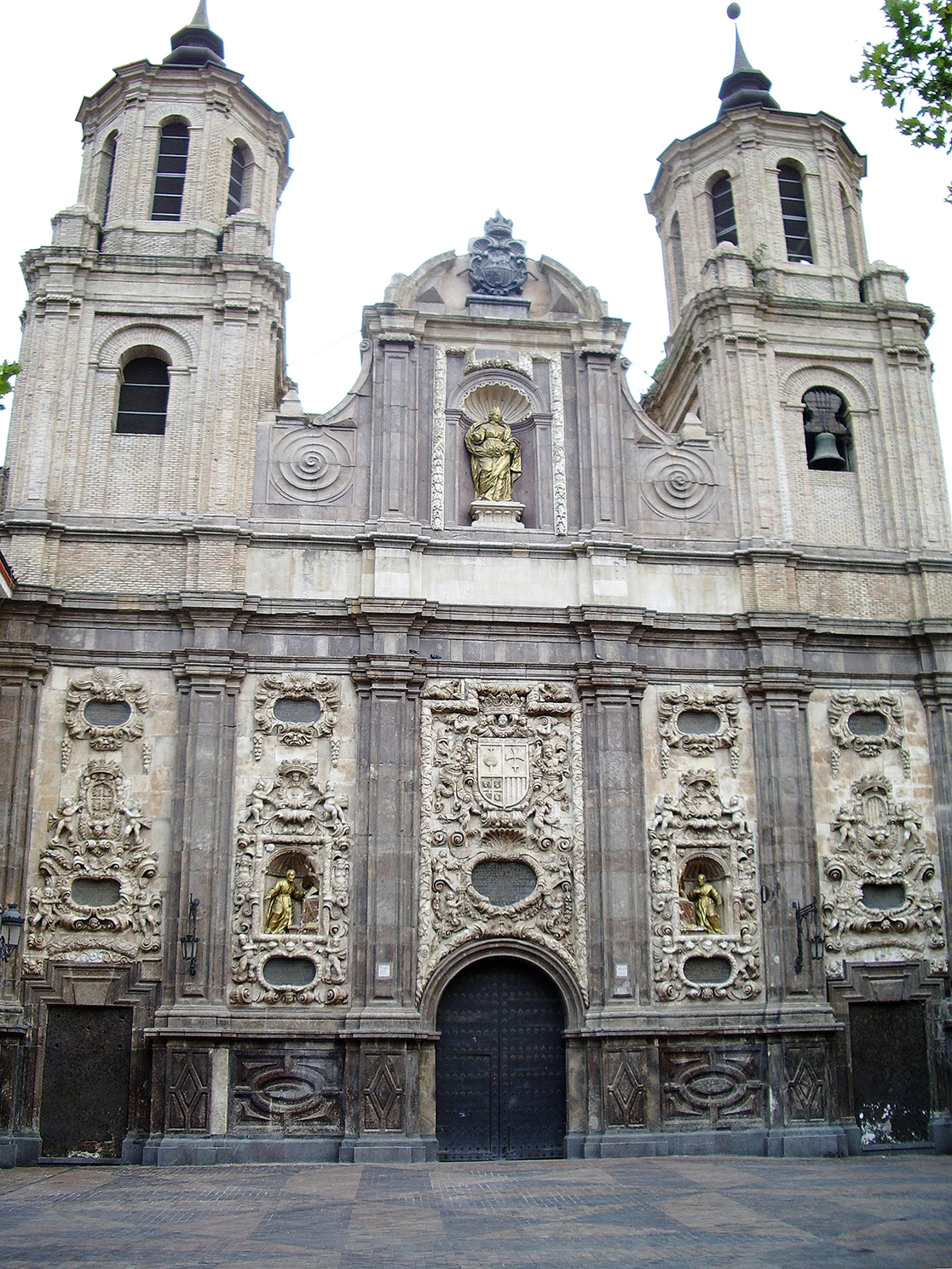
Igreja barroca de Santa Isabel de Portugal (Saragoça).

No Renascimento produziu-se uma nova revolução. A influência de Itália não chega a mudar a forma da planta em sua essência mas altera o desenvolvimento da construção, sobretudo na sua parte ornamental, até chegar ao barroco que invade na sua época todas as formas da arquitectura religiosa.
A Restauração implanta novamente o estilo severo do Renascimento mas cedo os artistas modernos reconhecem a superioridade dos estilos da Idade Média para encarnar o espírito religioso e este estilo mais ou menos modernizado predomina na construção de todos os templos. A forma de cruz latina ou grega fica sempre perene e só em casos excepcionais se vê empregue a forma de rotonda como modificação da cruz grega. Em geral, o edifício dedicado à igreja tende ao predomínio da altura em contraposição dos templos pagãos, com o significado do espírito elevado da sua fundação.

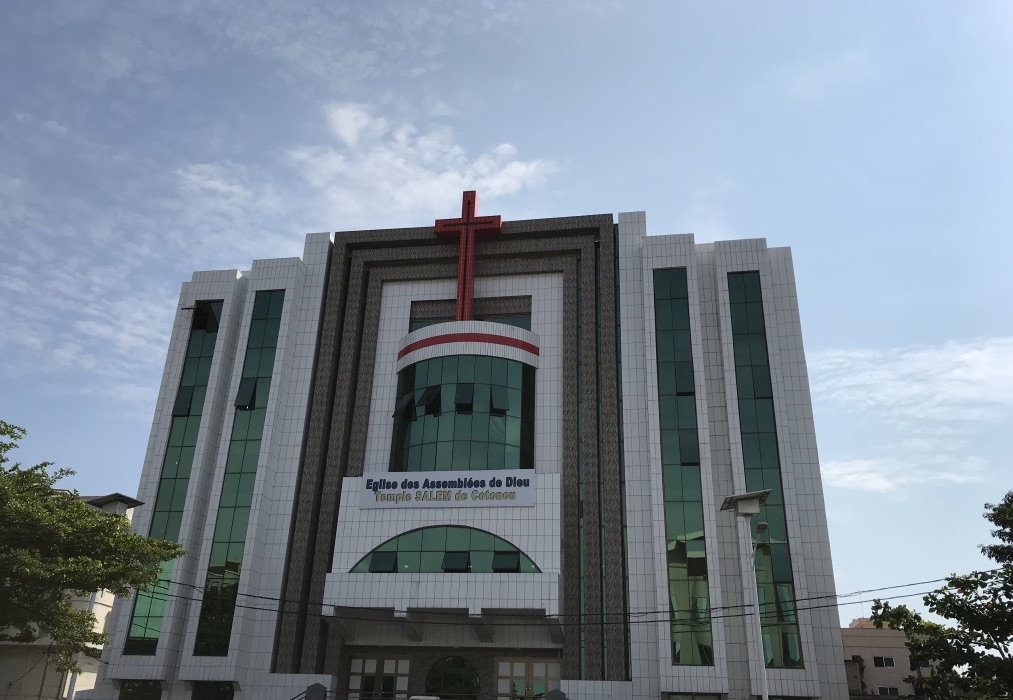
Templo Salem de Cotonou, afiliado com as Assembleias de Deus, em Cotonu, em Benin, 2018

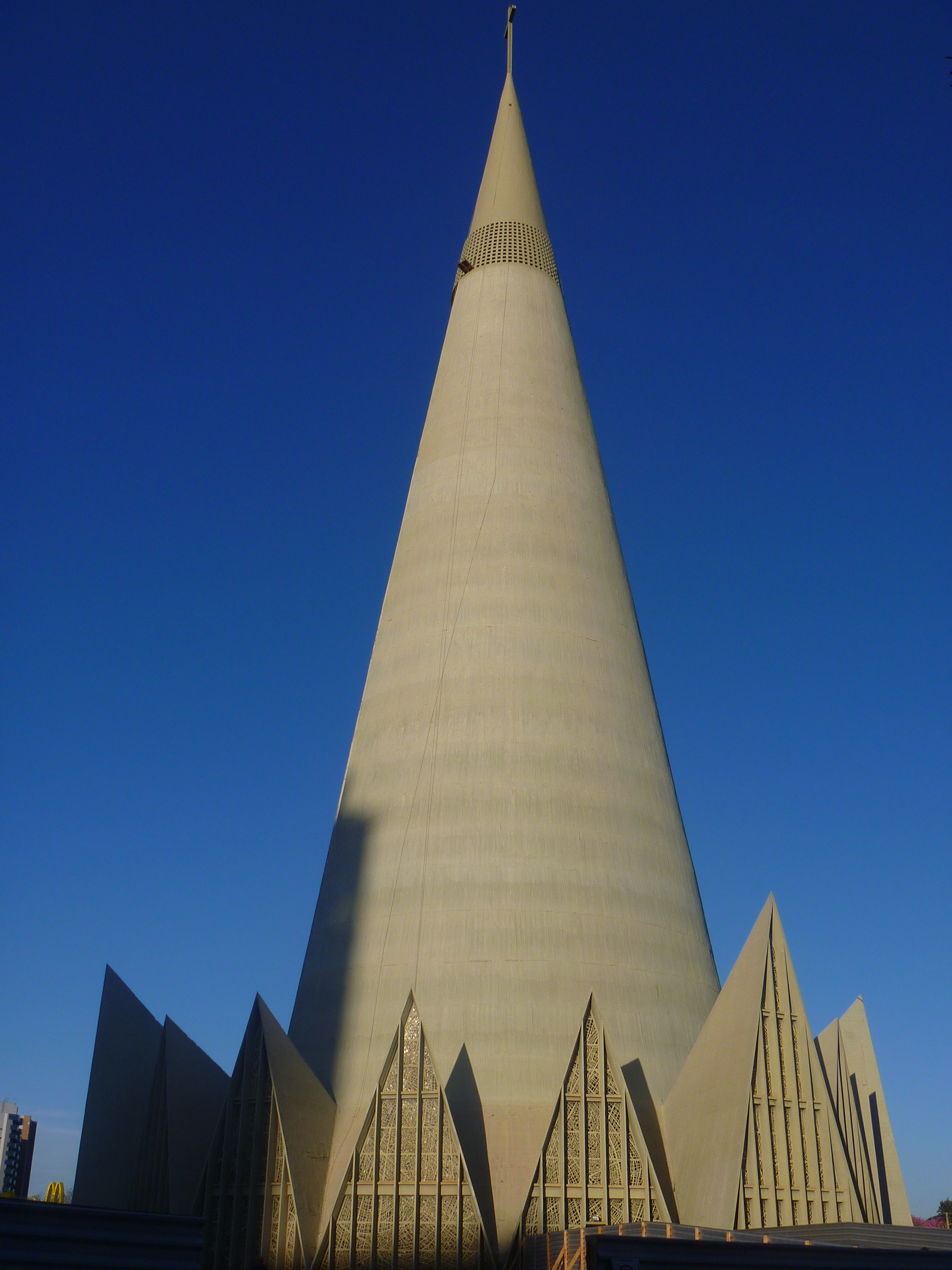
A Catedral de Maringá, uma igreja de arquitetura moderna.

## Arquitetura religiosa
Partes de uma igreja:
| - Abside - Altar - Coro | - Nave - Gárgula |

## Tipos de igrejas

Catedral de Helsínquia na Finlândia

- Igreja catedral. Igreja principal na qual reside o bispo ou arcebispo com o seu cabido.
- Igreja colegial. A que não sendo sede própria de arcebispo ou bispo é composta por dignidades e canónigos seculares, nela se celebrando os ofícios divinos como nas catedrais.
- Igreja docente. A formada pelos encarregados de ensinar os fiéis.
- Igreja fria. A que tem direito de asilo.
- Igreja maior. A principal de cada localidade.
- Igreja metropolitana. A que é sede de um arcebispo.
- Igreja patriarcal. A que é sede de um patriarca.
- Igreja primaz. A que é sede de um primado.
- Igreja simples. Templo desprovido de átrio.[2]

## Galeria

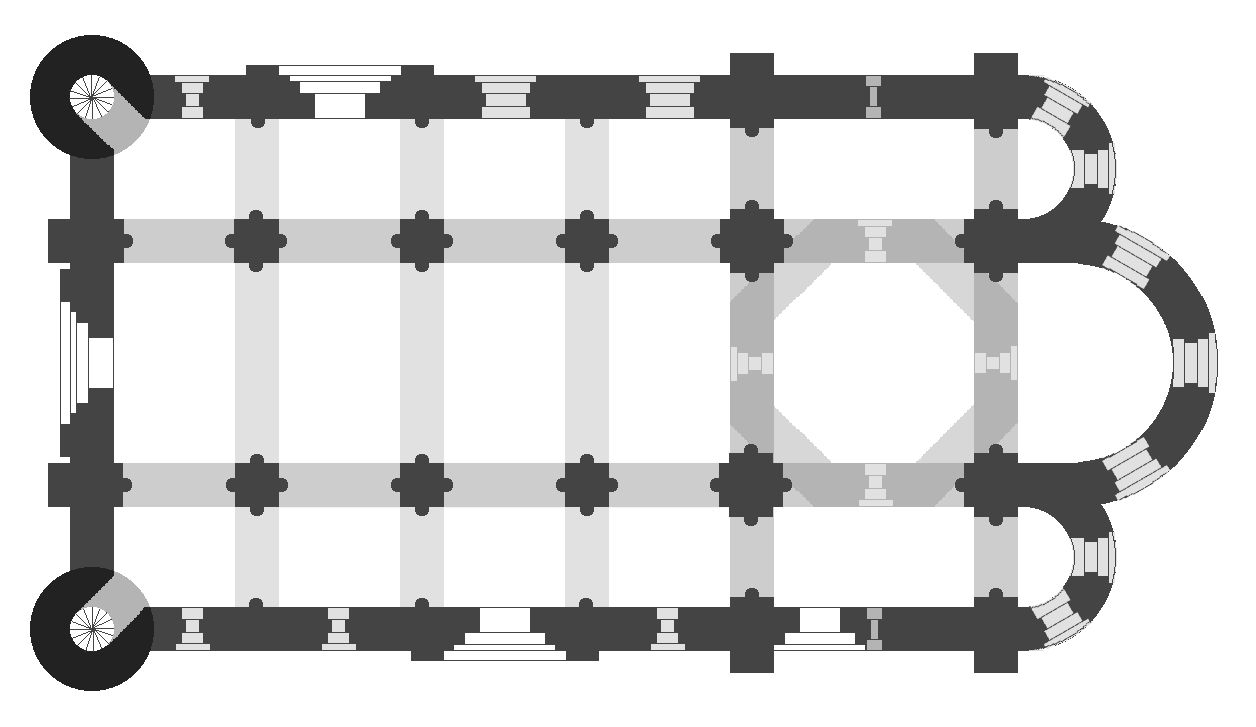
Igreja de planta basilical
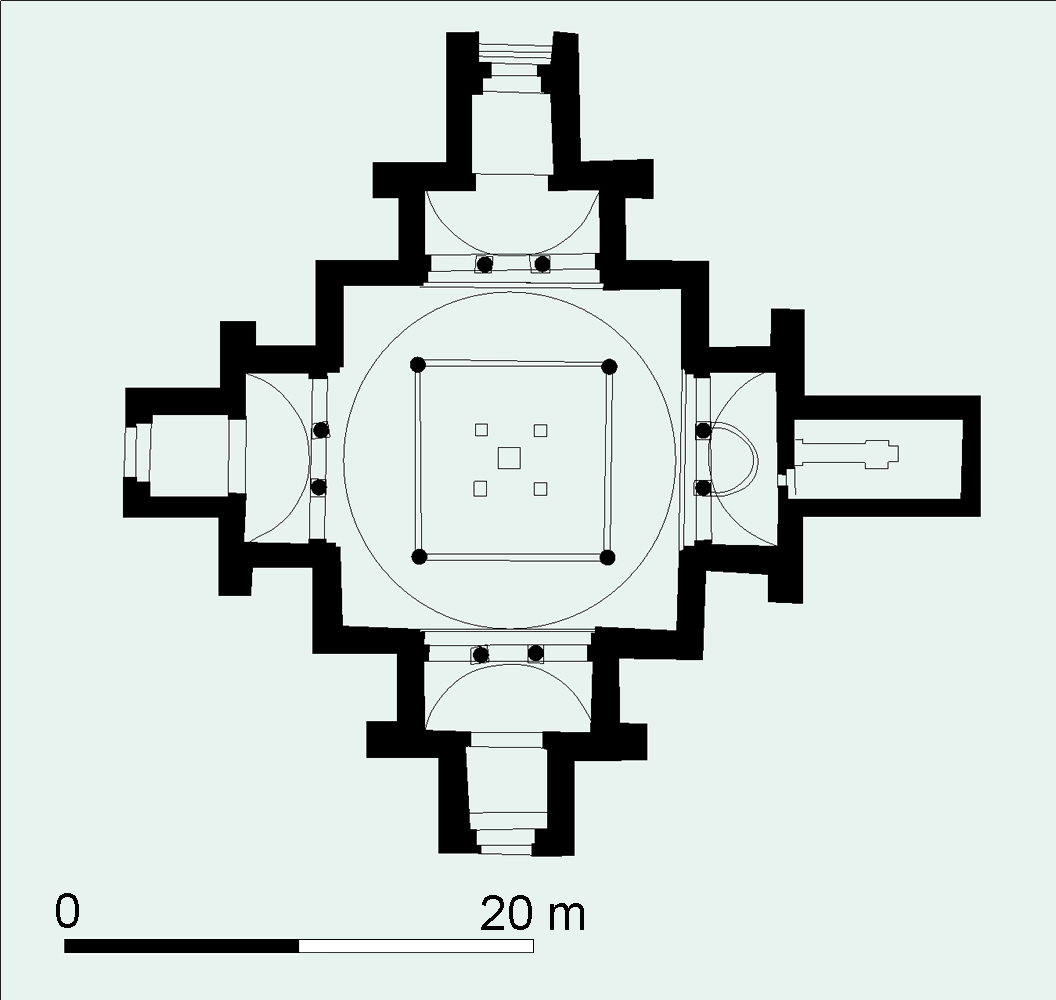
Planta cruciforme em Núbia (séc.IX)
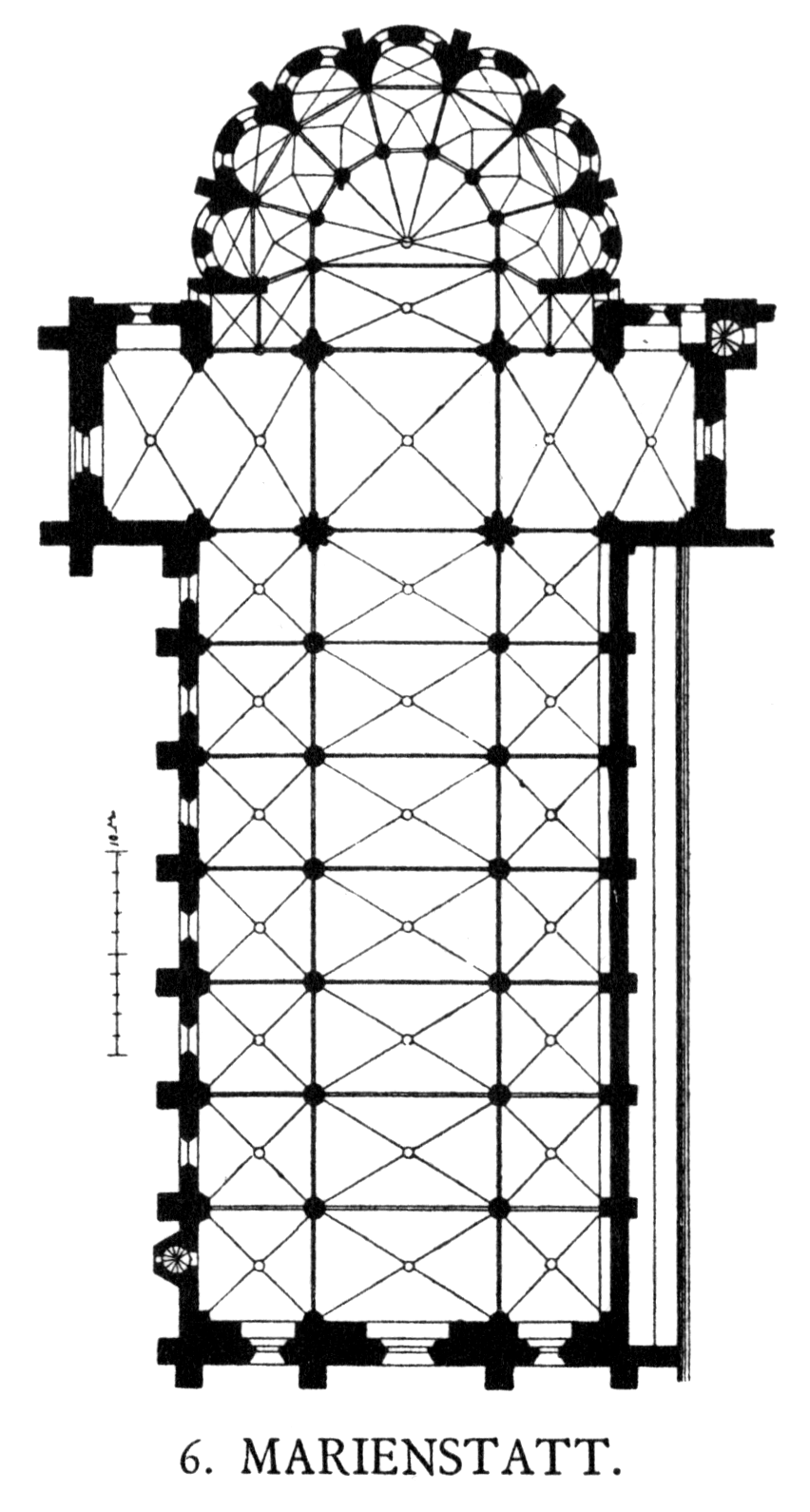
Igreja de planta de cruz latina
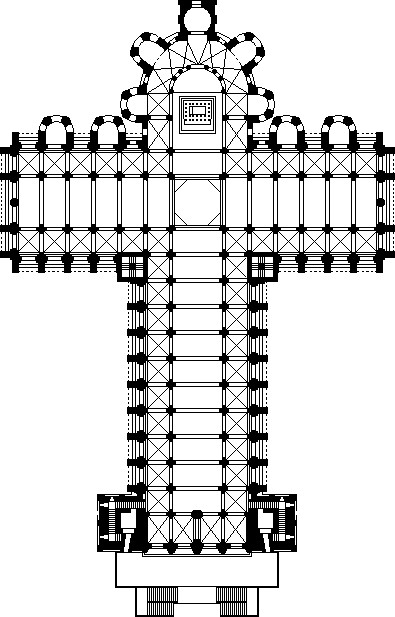
Plano da Catedral de Santiago de Compostela, românica.
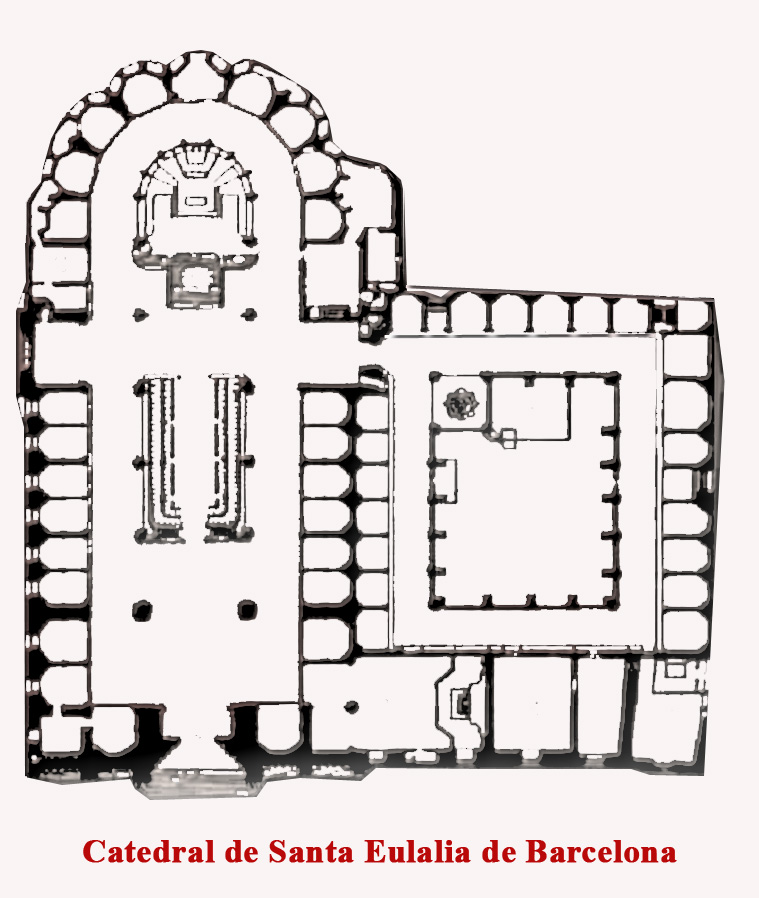
Catedral de Barcelona, estilo gótico
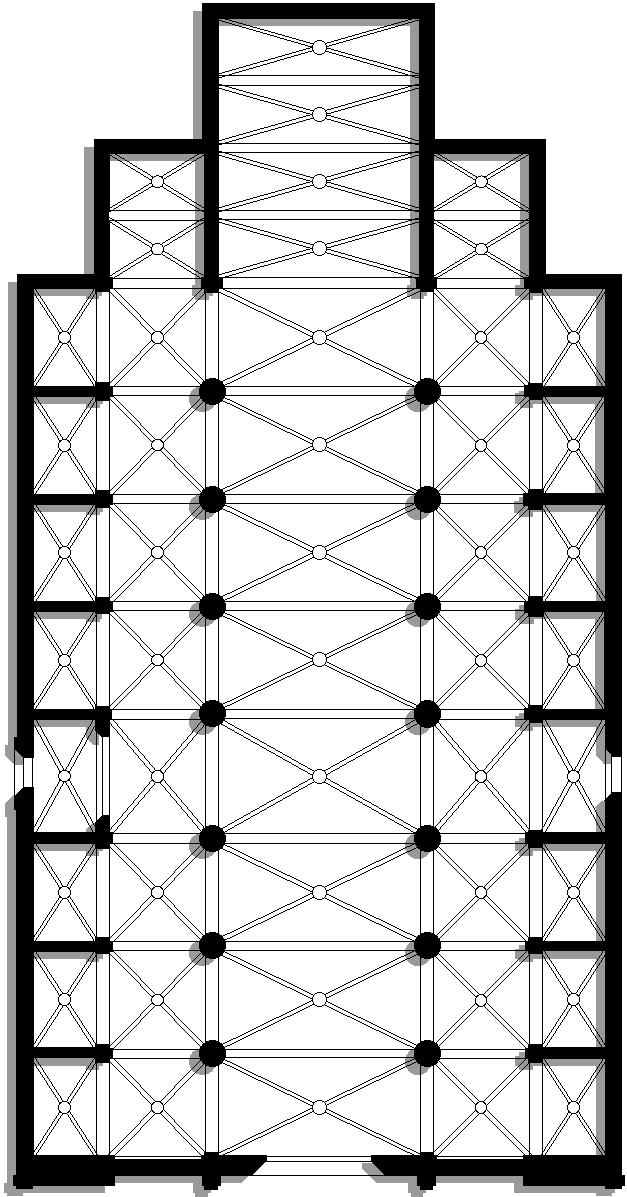
Planta de salão na catedral de Palma de Maiorca (gótica)
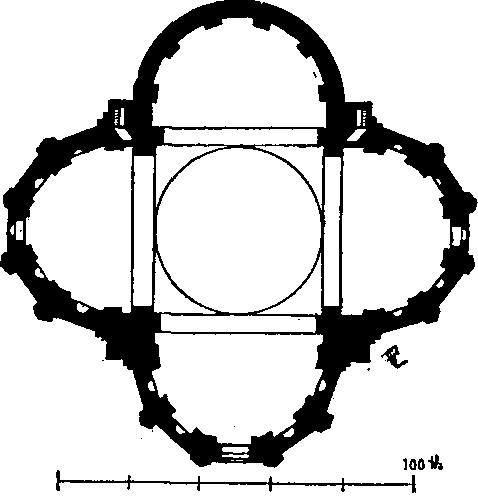
Igreja renascentista de planta central
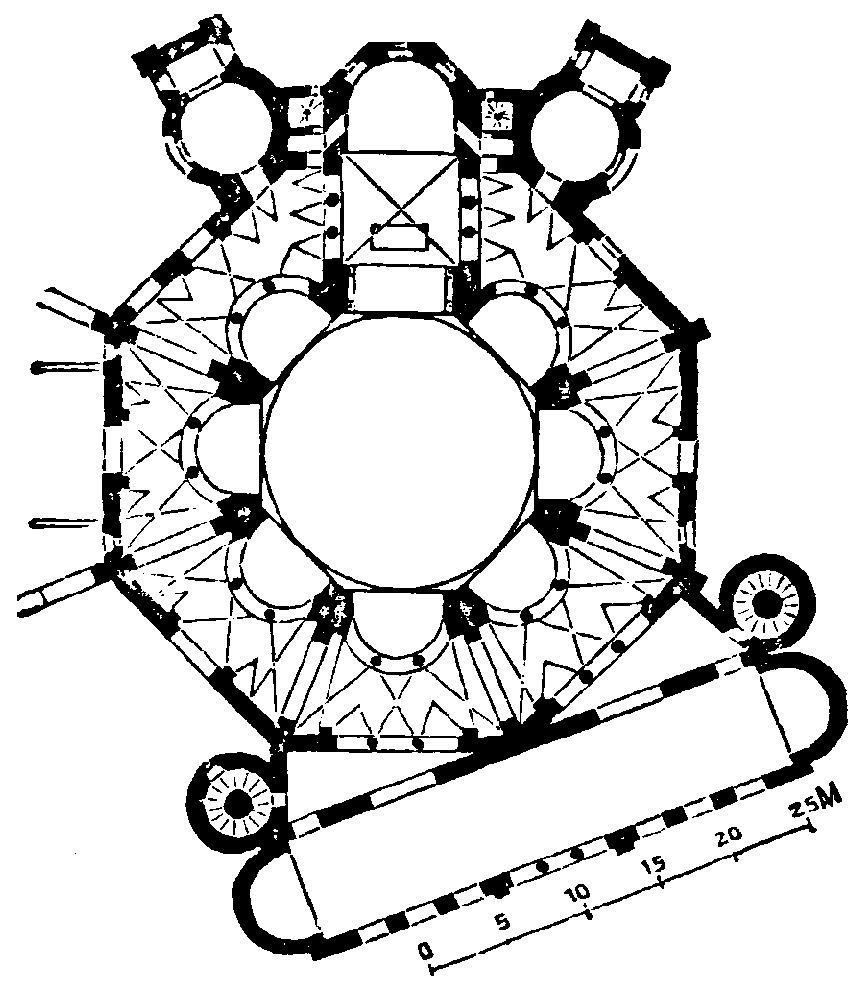
Igreja bizantina de São Vital de Ravena